# Macun-Seen
Die Macun-Seen (rätoromanisch im Idiom Vallader Lais da Macunⓘ) bilden ein Naturschutzgebiet in der Gemeinde Zernez im Unterengadin und gehören seit August 2000 zum Schweizerischen Nationalpark. Das Seen-Plateau liegt auf 2600 m ü. M. und besteht aus 23 Karseen, wovon der Lai Grond ([laɪ̯ˈgrɔnt]ⓘ, dt. Grosser See) mit ca. 1,5 ha Fläche der grösste See ist. Mit 8,5 m Tiefe ist der Lai Grond auch der tiefste See.

## Lage
Das Seen-Plateau liegt auf 2600 m ü. M. und gehörte zur politischen Gemeinde Lavin, die 2015 nach Zernez eingemeindet wurde. Das Plateau ist umringt vom Piz d’Arpiglias (3027 m ü. M.), Piz Sursassa (2968 m ü. M.) sowie einem Dutzend weiterer namenloser Gipfel mit Höhen um 3000 m ü. M. Der namengebende Piz Macun (2889 m ü. M., dt. Steinbockspitze) liegt etwa 500 m vom Parkgebiet entfernt.
Das Seen-Plateau entwässert, teils unterirdisch, in die Aua da Zeznina (dt. Zezina-Bach), die zwischen Lavin und Guarda in den Inn mündet.
Als Teil des Schweizerischen Nationalparks bildet die Macun-Seenplatte eine Exklave: Sie ist durch das Val Laschadura vom restlichen Parkgebiet getrennt.

## Wanderrouten
Von Zernez her ist die Macun-Seenplatte über den Munt Baselgia (dt. Kirchenhügel) zugänglich (Übergang auf 2945 m ü. M.). Das Terrain ist steil. Die Route von Lavin her folgt dem Val Zeznina (Alp Val Zeznina Dadaint). Beide Routen werden im Allgemeinen mit einem Schwierigkeitsgrad von T3 eingestuft.
Die meisten Wanderer steigen von Zernez her auf und danach nach Lavin ab, nur selten umgekehrt. Gemäss dem Monitoring des Schweizerischen Nationalparks sind es im Sommer ca. 10 bis 15 Personen täglich.
Das Gebiet der Macun-Seen ist, abgesehen von den markierten Wanderwegen, nicht touristisch erschlossen. Es gibt keine Verpflegungs- oder Übernachtungsmöglichkeiten. Wie überall im Nationalpark gilt das Weggebot. Der einzige Rastplatz befindet sich beim Lai d'Immez.

## Fauna
Steinböcke, Gämsen und Alpenmurmeltiere können häufig beobachtet werden. Schneehühner brüten im Gebiet.
In sieben, vor allem grösseren Seen leben Fische, jedoch nur wenige Arten: Amerikanischer Seesaibling, Elritze, Bachforelle. Die Fischeinsätze erfolgten durch den Menschen teilweise im Rahmen der Alpseebewirtschaftung ab dem Ende des 19. Jahrhunderts, verstärkt jedoch erst ab ca. 1970. Ausserdem leben in den Seen Zuckmückenlarven und Würmer sowie, jedoch nur im Lai Grond, Erbsenmuscheln. Schnecken und Libellen werden an den Macun-Seen nicht beobachtet.

## Flora
Anders als in den umgebenden Unterengadiner Dolomiten besteht der Untergrund der Macun-Seenplatte aus kristallinem Gestein (Silikat, Gneis). Entsprechend erscheint eine andere Flora als in den umliegenden Gebieten. Der Pygmäen-Hahnenfuss hat hier seinen einzigen Standort in der Schweiz.
Pflanzen sind, wie überall im Schweizerischen Nationalpark, vollständig geschützt.

## Sagen
Eine Sage aus dem 16. Jahrhundert erzählt von einem Drachen, der im Lai Grond gelebt habe und weidende Rinder in den See gezerrt habe. Eine andere Sage erzählt von Zwergen, die in einer Höhle beim Lai Grond gelebt und im Winter aus goldenen Blättern Sterne geschmiedet hätten.
Diese und andere Sagen wurden 1953 von Maria Ritz unter dem Titel L'istorgia da Janaiverin in Vallader niedergeschrieben.

## Name
Der im Gebiet gut zu beobachtende Steinbock hat der Seenplatte und dem Piz Macun den Namen verliehen: macun ist ein altes rätoromanisches Wort für Steinbock. Heute wird für das Tier jedoch das Wort capricorn oder allenfalls, je nach rätoromanischem Idiom, der Germanismus stambuc (Sutsilvan) bzw. stambuoch (Vallader und Putèr) verwendet.